# Николо-Полома (станция)
Николо-Полома — железнодорожная станция Вологодского региона Северной железной дороги, находящаяся в поселке Николо-Полома Парфеньевского района Костромской области.

## История
Станция открыта в ноябре 1906 года в составе пускового участка Вологда — Вятка (ныне Киров) Московско-Ярославско-Архангельской железной дороги длиной 593 версты (633 км).
В 1968 году, в ходе электрификации участка Данилов — Номжа, станция была электрифицирована на переменном токе 25кВ.

## Деятельность
Станция открыта для грузовой работы.
Коммерческие операции, выполняемые на станции:
- продажа пассажирских билетов;
- приём и выдача багажа;
- приём и выдача повагонных отправок грузов (открытые площадки);
- приём и выдача повагонных и мелких отправок грузов (подъездные пути).

## Дальнее следование по станции
| Круглогодичное обращение поездов | Круглогодичное обращение поездов | Круглогодичное обращение поездов | Круглогодичное обращение поездов |
| № поезда                         | Маршрут движения                 | № поезда                         | Маршрут движения                 |
| -------------------------------- | -------------------------------- | -------------------------------- | -------------------------------- |
| 13 «Новокузнецк»                 | Новокузнецк — Санкт-Петербург    | 14 «Новокузнецк»                 | Санкт-Петербург — Новокузнецк    |
| 67                               | Абакан — Москва                  | 68                               | Москва — Абакан                  |
| 69                               | Чита — Москва                    | 70                               | Москва — Чита                    |
| 71 «Демидовский Экспресс»        | Екатеринбург — Санкт-Петербург   | 72 «Демидовский Экспресс»        | Санкт-Петербург — Екатеринбург   |
| 73                               | Тюмень — Санкт-Петербург         | 74                               | Санкт-Петербург — Тюмень         |
| 99                               | Владивосток — Москва             | 100                              | Москва — Владивосток             |
| 123                              | Киров — Санкт-Петербург          | 124                              | Санкт-Петербург — Киров          |

| Сезонное обращение поездов | Сезонное обращение поездов  | Сезонное обращение поездов | Сезонное обращение поездов  |
| № поезда                   | Маршрут движения            | № поезда                   | Маршрут движения            |
| -------------------------- | --------------------------- | -------------------------- | --------------------------- |
| 149                        | Челябинск — Санкт-Петербург | 150                        | Санкт-Петербург — Челябинск |

| Пригородное сообщение по станции | Пригородное сообщение по станции | Пригородное сообщение по станции | Пригородное сообщение по станции |
| № поезда                         | Маршрут движения                 | Отпр.(Приб.)                     | Дни курсирования                 |
| -------------------------------- | -------------------------------- | -------------------------------- | -------------------------------- |
| 6342                             | Николо-Полома — Шарья            | 4.40                             | ежедневно                        |
| 6316                             | Буй — Николо-Полома              | (8.34)                           | ежедневно                        |
| 6349                             | Шарья — Николо-Полома            | (9.17)                           | ежедневно                        |
| 6317                             | Николо-Полома — Буй              | 9.30                             | ежедневно                        |
| 6318                             | Буй — Николо-Полома              | (16.35)                          | ежедневно                        |
| 6315                             | Николо-Полома — Буй              | 17.24                            | ежедневно                        |
| 6350                             | Николо-Полома — Шарья            | 17.40                            | ежедневно                        |
| 6341                             | Шарья — Николо-Полома            | (20.25)                          | ежедневно                        |